# Красов, Василий Иванович
Василий Иванович Красов (23 ноября [5 декабря] 1810, Кадников, Вологодская губерния — 17 [29] сентября 1854, Москва) — магистр русского языка и словесности, поэт-лирик, друг Белинского.

## Биография
Сын протоиерея, родился 23 ноября (5 декабря) 1810 года в городе Кадникове (Вологодской губернии). По окончании курса в вологодской семинарии поступил в Московский университет, где тесно сблизился с Станкевичем, ценившим в нём редкий дар красноречия. Начал писать стихи еще в семинарии; на университетском акте 1833 года была исполнена его кантата. В 1835 году закончил там курс со степенью кандидата словесных наук.
Был определён 3 апреля 1837 года преподавателем русской словесности в Черниговскую гимназию, но уже 29 сентября того же года был назначен и. д. адъюнкта по кафедре русской словесности в киевского университета. В 1838 году на университетском акте произнёс речь: «О современном направлении просвещения вообще и преимущественно в России». Красов читал лекции без предварительной подготовки и своей неподдельной восторженностью производил на студентов большое впечатление, однако вскоре обнаружился недостаток изучения предмета. После неудачной защиты диссертации на доктора общей словесности: «О главном направлении поэзии в английской и немецкой литературе с конца XVIII в.». (1838; несмотря на хлопоты Погодина, факультет признал диссертацию неудовлетворительной), в 1839 году Красов оставил университет и перебрался в Москву, где примкнул к кружку Станкевича и Грановского.
В Москве Красов поначалу давал частные уроки, а с 6 марта 1843 года по 29 августа 1843 состоял преподавателем 2-й московской гимназии. Он не обладал качествами учёного, ему недоставало ни сведений, ни терпения к их приобретению. Проявил он себя в поэзии; писал и переводил исключительно лирические стихотворения, преимущественно из Овидия, Гейне, Гёте и Байрона.
В первый раз имя Красова появилось в печати в 1832 году («Телескоп» — «Куликово поле»); он сотрудничал в «Москве», «Московском Наблюдателе», «Отечественных Записках», «Киевлянине», «Галатее», «Библиотеке для Чтения», «Репертуаре» и «Северной Пчеле».
Собрание стихотворений Красова было издано П. В. Шейном (М., 1860), но почти все экземпляры вскоре погибли от пожара; в «Лепте Белинского» (1892) было напечатано ещё несколько его неизданных стихотворений. Романс Красова «Я вновь пред тобою стою очарован» стал общеизвестным. Красов написал также одну полемическую статью: «Несколько слов против г. Соловьева о Дмитрии Самозванце».
Уроки в средних учебных заведениях не приносили достатка, Красов умер 17 (29) сентября 1854 года в крайней нужде. Похоронен на Ваганьковском кладбище; могила утрачена.